# Baka (Volk)

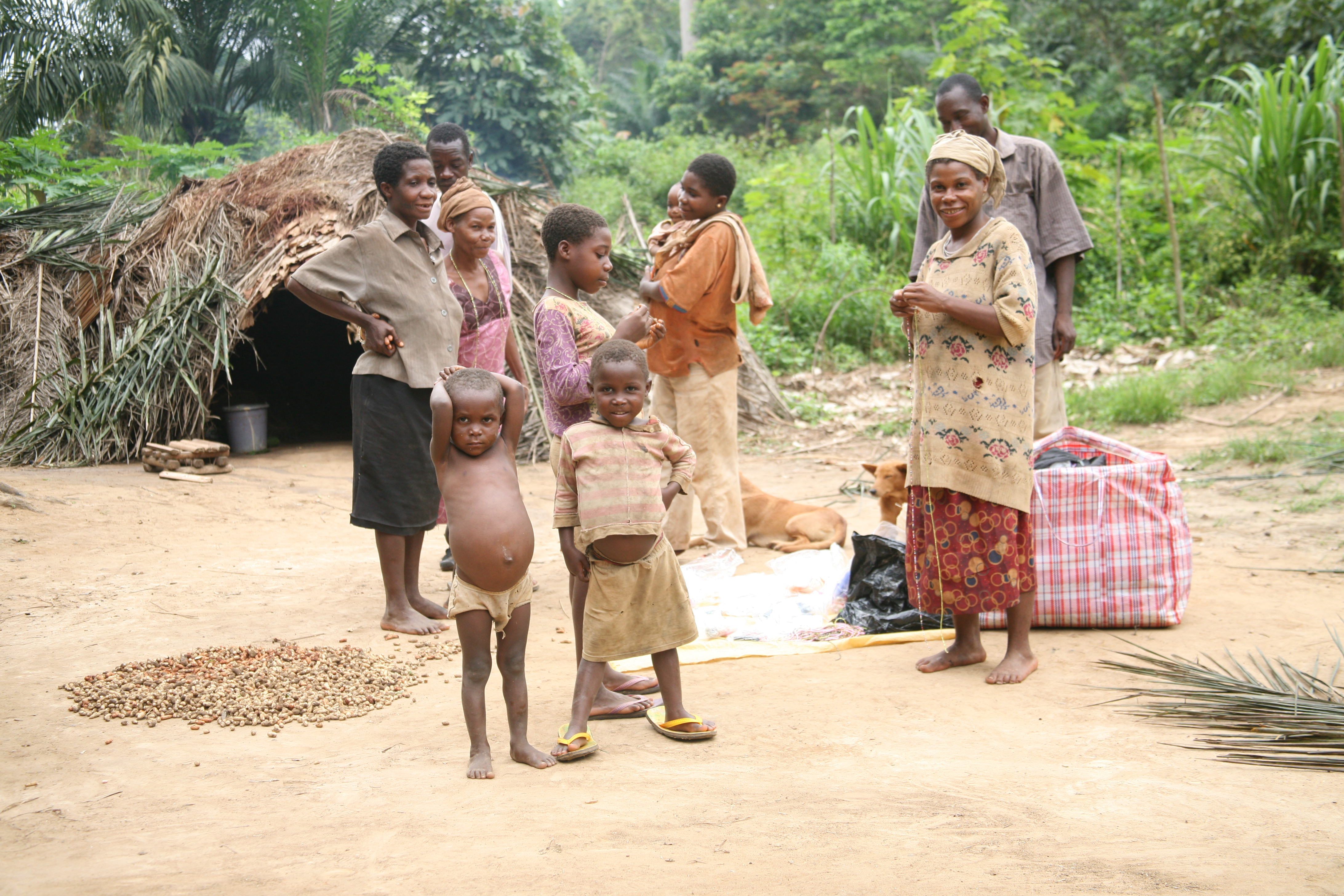
Baka

Die Baka, auch Baaka, BaAka, Ba’aka, ein Pygmäenvolk, leben in Kamerun, in der Republik Kongo, in der Zentralafrikanischen Republik und in Gabun. Sie sprechen das Baka, eine Oubangi-Sprache aus der Sprachfamilie Gbandili-Sere.

## Gesellschaft und Kultur

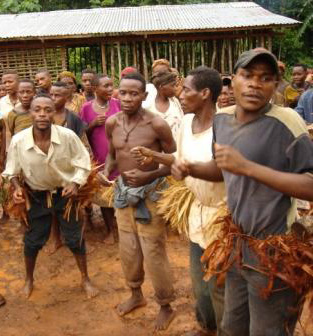
Baka-Tänzer, 2006

Die soziale Organisation richtet sich nach patrilinearen (männliche Abstammungslinie), nicht immer totemischen Clans. Die Residenz ist in der Regel virilokal (die Frau zieht in das Dorf ihres Ehemannes), kann aber nach der Heirat für ca. fünf bis zehn Jahre, durch Brautdienst (mokokope) bedingt, uxorilokal (Ehemann siedelt zum Wohnsitz der Ehefrau über) sein. Aufgrund ihrer Akephalität (ohne formale Herrschaftsstruktur) lösen die Baka interne Probleme unter sich z. B. nach Konsensprinzip, durch Konfliktvermeidung oder Hexerei. Bei Schwierigkeiten mit Externen wenden sie sich mittlerweile zunehmend an die Dorfchefs oder die Polizei als staatlich legitimierte Autoritäten. Dies gilt insbesondere für Schwierigkeiten, die mit den benachbarten Bantu-Völkern, wie z. B. den Bangando, auftreten.
Früher waren die Baka nach eigenen Aussagen ausschließlich Jäger, Fischer und Sammler. Nach der durch den Einfluss der Regierung und Missionare geförderten Sesshaftwerdung in den 1960er Jahren wandelten sie sich zunehmend zu Kleinbauern, die jagen, fischen, sammeln oder/und Lohnarbeit sowie Handel betreiben.
Durch den selektiven Holzeinschlag werden die traditionellen Nutzungsgebiete der Baka immer weiter eingeschränkt. Tiere und Pflanzen, von denen sie bisher gelebt haben, verschwinden. Das Überleben der Baka hängt immer mehr von der Landwirtschaft ab. Die Kindersterblichkeit ist hoch; von durchschnittlich acht Kindern, die eine Frau zur Welt bringt, erreichen nur vier das Erwachsenenalter.
Populationsgenetische Forschungen ergaben, dass die Baka wie die anderen zentralafrikanischen Pygmäen und die südafrikanischen San zu den direkten Nachfahren der ältesten Homo-sapiens-Population der Erde gehören.

## Sonstiges
Die letzten Jäger in Kamerun ist eine arte-Reportage von 2012 unter der Regie von José Manuel Novoa.
Die Gründer der britisch-kamerunischen Weltmusikgruppe Baka Beyond, Martin Cradick und Su Hart, leben seit 1992 regelmäßig bei den Baka in Kamerun. Auf mehreren CDs haben sie seit 1993 den Jodelgesang der Baka mit afrikanischer Perkussion und keltischer Popmusik kombiniert.